# Fi4 Ceti
Fi4 Ceti, som är stjärnans Bayer-beteckning, är en ensam stjärna belägen i den västra delen av stjärnbilden Valfisken och har även Flamsteed-beteckningen 23 Ceti. Den har en skenbar magnitud på 5,61 och är svagt synlig för blotta ögat där ljusföroreningar ej förekommer. Baserat på parallaxmätning inom Hipparcosuppdraget på ca 10,2 mas, beräknas den befinna sig på ett avstånd på ca 320 ljusår (ca 98 parsek) från solen. Den rör sig närmare solen med en heliocentrisk radialhastighet på ca -19 km/s. 
På det beräknade avståndet minskar stjärnans skenbara magnitud med 0,10 enheter genom en skymningsfaktor orsakad av interstellärt stoft.

## Egenskaper
Fi4 Ceti är en orange till gul jättestjärna av spektralklass G8 III, som ingår i röda klumpen, vilket betyder att den befinner sig på den horisontella jättegrenen och genererar energi genom termonukleär fusion av helium i dess kärna. Den har en massa som är ca 1,8 solmassor, en radie som är ca 10 solradier och utsänder från dess fotosfär ca 60 gånger mera energi än solen vid en effektiv temperatur av ca 4 900 K.